# Jakob Gräf
Jakob Gräf (* 26. März 1875 in Obertiefenbach im Landkreis Limburg-Weilburg; † 15. Juni 1924 in Kiedrich) war ein römisch-katholischer Geistlicher und Mitglied des Nassauischen Kommunallandtags.

## Leben
Jakob Gräf wurde als Sohn des Landwirts Georg Gräf (1837–1881) und dessen Ehefrau Elisabeth Monika Jung (1839–1911) geboren, studierte nach dem Abitur Theologie und empfing 1901 die Priesterweihe.
Bevor er 1911 Pfarrer und Bezirkspräses des Diözesanverbands der katholischen Jünglingsvereine für den Bezirksverband Rheingau in Biebrich wurde, war er Kaplan in Sindlingen (bis 1903), Limburg an der Lahn (bis 1909) und Unterliederbach (bis 1911).
Im Jahr 1920 wechselte er als Pfarrer zur St. Valentius Kirche in Kiedrich, wo er 1922 den Gesellenverein gründete.
Gräf war politisch engagiert, wurde Mitglied der Zentrumspartei und erhielt 1921 ein Mandat für den Nassauischen Kommunallandtag des preußischen Regierungsbezirks Wiesbaden, wo er sich als Mitglied des sozialpolitischen Ausschusses für die Verbesserung der ärztlichen Versorgung auf dem Land und für besseren Mutterschutz einsetzte. 
Gräf blieb bis zum Jahr 1922 in dem Parlament.